# Sarah Vaisse
Sarah Vaïsse est née le 25 janvier 1995 à Besançon. Elle a participé aux championnats du monde de natation 2013 et aux championnats d'Europe de natation en petit bassin 2013.

## Palmarès
Championne de France, toutes catégories 50 brasse en 2013.
Alors qu'elle avait l'ambition d'une demi-finale, elle a été éliminée dès les séries des championnats du monde en aout 2013.